# Мадагаскарская пустельга
Мадагаскарская пустельга (лат. Falco newtoni) — вид хищных птиц рода соколов.
Оседлая птица. Обитает на Мадагаскаре и Майотте, а также на атолле Альдабра (подвид Falco newtoni aldabranus).
Мелкий сокол, по окраске и повадкам схож с обыкновенной пустельгой.
Длина птицы около 30 см, вес около 115 г.
Латинское название птица получила в честь британского орнитолога Эдварда Ньютона.